# 집적 회로 설계
집적 회로 설계(集積回路設計,integrated circuit design), 반도체 설계, 칩 설계 또는 IC 설계는 전자공학의 하위 분야로, 집적 회로(IC)를 설계하는 데 필요한 특정 논리 및 회로 설계 기술을 포괄한다. IC는 포토리소그래피를 통해 모놀리식 반도체 기판의 전기 네트워크에 내장된 소형화된 전자 부품으로 구성된다.
IC 설계는 디지털 IC 설계와 아날로그 IC 설계의 광범위한 범주로 나눌 수 있다. 디지털 IC 설계는 마이크로프로세서, FPGA, 메모리(RAM, ROM, 플래시), 디지털 ASIC 등의 부품을 생산하는 것이다. 디지털 설계는 논리적 정확성, 회로 밀도 최대화, 클록 및 타이밍 신호가 효율적으로 라우팅되도록 회로 배치에 중점을 둔다. 아날로그 IC 설계에는 전력 IC 설계 및 RF IC 설계에 대한 전문 지식도 있다. 아날로그 IC 설계는 연산 증폭기, 선형 조정기, 위상 고정 루프, 발진기 및 능동 필터 설계에 사용된다. 아날로그 설계는 이득, 정합, 전력 손실, 저항과 같은 반도체 장치의 물리학에 더 관심이 있다. 아날로그 신호 증폭 및 필터링의 충실도는 일반적으로 중요하며, 결과적으로 아날로그 IC는 디지털 설계보다 더 넓은 면적의 활성 장치를 사용하고 일반적으로 회로 밀도가 낮다.
최신 IC는 엄청나게 복잡하다. 2015년 기준 평균 데스크톱 컴퓨터 칩에는 10억 개가 넘는 트랜지스터가 있다. 제조할 수 있는 것과 제조할 수 없는 것에 대한 규칙도 매우 복잡하다. 2015년의 일반적인 IC 프로세스에는 500개 이상의 규칙이 있다. 게다가 제조 공정 자체는 완전히 예측 가능하지 않기 때문에 설계자는 공정의 통계적 특성을 고려해야 한다. 최신 IC 설계의 복잡성과 신속한 설계 생산에 대한 시장의 압력으로 인해 IC 설계 프로세스에서 자동화된 설계 도구가 광범위하게 사용되었다. 일부 프로세서의 설계는 완전히 테스트하기 어려울 정도로 복잡해졌으며, 이로 인해 대규모 클라우드 제공업체에서는 문제가 발생했다. 간단히 말해서, EDA 소프트웨어를 사용한 IC 설계는 IC가 수행해야 하는 명령을 설계, 테스트 및 검증하는 것이다. 칩 내 표준 셀과 매크로 블록의 위치인 칩 레이아웃을 생성하기 위한 칩 설계에서 인공 지능이 입증되었다.

## 같이 보기
- 전자 설계 자동화
- 프로세서 설계
- 표준셀